# NGC 4043
NGC 4043 је лентикуларна галаксија у сазвежђу Девица која се налази на NGC листи објеката дубоког неба.
Деклинација објекта је + 4° 19' 48" а ректасцензија 12h 2m 23,0s. Привидна величина (магнитуда) објекта NGC 4043 износи 13,6 а фотографска магнитуда 14,6. NGC 4043 је још познат и под ознакама UGC 7015, MCG 1-31-12, CGCG 41-26, IRAS 11597+0437, PGC 38010.